# Jakovlev Jak-40
De Jakovlev Jak-40 (Russisch: Як-40) (NAVO-codenaam: Codling) is een klein driemotorig verkeersvliegtuig gebouwd ontworpen door het Jakovlev-vliegtuigontwerpbureau. De Jak-40 is oorspronkelijk ontworpen ter vervanging van de Lisunov Li-2 en de Iljoesjin Il-14. De belangrijkste mogelijkheden van het toestel waren de geschiktheid om te opereren vanaf onverharde landingsbanen of zelfs vanaf de uitgestrekte siberische vlaktes. Het vliegtuig is geheel zelfvoorzienend en heeft geen ondersteuning nodig op de grond.
Sinds Aeroflot de Jak-40 buiten dienst heeft gesteld zijn veel toestellen omgebouwd tot zakenvliegtuig met luxe interieurs. Deze toestellen worden gebruikt door de nieuwe rijken in Rusland.
De meeste nog actieve Jak-40's vliegen in de voormalige Sovjet-Unie, enkele exemplaren zijn ook nog in Europa te vinden maar dat worden er steeds minder door de strenge geluidsregelgeving. Ook in Afrika en Azië en op Cuba zijn nog enkele vliegende exemplaren te vinden.
De Moldavische luchtvaarmaatschappij Air Moldova heeft een Jak-40 in dienst voor de Moldavische regering, voor gebruik door de president en premier.
In 1992 is er een Jak-40 neergestort in Vietnam: Vietnam Airlines-vlucht 474